# Latijns patriarchaat van Antiochië
De titel Latijnse patriarch van Antiochië is een historisch gegeven. De eerste Latijnse patriarch van Antiochië werd aangesteld na de Eerste Kruistocht in 1099 door Bohemund, de eerste vorst van Antiochië. De oosters-orthodoxe patriarch werd uitgewezen en vluchtte naar Constantinopel. 
De Byzantijnse keizer Alexius I Comnenus en het patriarchaat Constantinopel beschouwden dit als een belediging. 
Deze situatie dient te worden gekaderd in het destijds nog recente schisma van 1054. In het gebied dat geografisch behoorde tot de oosterse orthodoxie werd een westerse patriarch geïnstalleerd nadat de kruisvaarders het gebied hadden veroverd.
Er werden enkele pogingen gedaan om  een gemeenschappelijk patriarchaat in te stellen. Van Byzantijnse zijde gaf men echter de voorkeur aan een oosters-orthodoxe patriarch. 
Het verdrag van Devol in 1108 voorzag in het opnieuw instellen van een oosters-orthodoxe patriarch, maar dit werd nooit uitgevoerd.
Onder Manuel I Comnenus was er korte tijd een gemeenschappelijk patriarchaat, toen Antiochië weer onder controle van Byzantium kwam; het grootste deel van de tijd was er echter een Latijnse patriarch tot de verovering van  het prinsdom door de Mammelukken in 1268.
In Constantinopel zelf was er de hele tijd wel een oosters-orthodoxe patriarch aanwezig.
Het titulaire ambt Latijnse patriarch van Antiochië bleef nog eeuwenlang gehandhaafd, met als zetel de Basiliek van Santa Maria Maggiore in Rome, tot het uiteindelijk in 1964 werd afgeschaft.

## Latijnse patriarchen van Antiochië
- Bernard van Valence (1100-1135)
- Ralphus van Domfront (1135-1139)
- Aimerius van Limoges (1139-1193)
- Ralphus II (1193-1196)
- Petrus van Angoulême (1196-1208)
- Petrus van Locedio (1209-1217)
- onbezet (1217-1226)
- Albert Rezzato (1226-1245)
- Opizo Fieschi (1247-1292), titulair na 1268

onbekend...
- Antonio Despuig y Dameto (1799-1813)

........
- Albertus Barbolani di Montauto (1856-1857)
- Iosephus Melchiades Ferlisi (1858-)
- Carolus Belgrado (1862-1866)
- Paulus Brunoni (1868-1877)
- Petrus De Villanova (1879-1881)
- Placidus Ralli (1882-1884)
- Vencentius Tizzani (1886-1892)
- Francesco di Paola Cassetta (1895-1899)
- Carlo Nocella (1899-1901), stierf in 1903, werd Latijns patriarch van Constantinopel.
- Lorenzo Passarini (1901-1915)
- Ladislao Michele Zaleski (1916-1925)
- Roberto Vicentini (1925-1953)
- onbezet (1953-1964)

zetel afgeschaft in 1964